# Новосёлки (Брянский район)

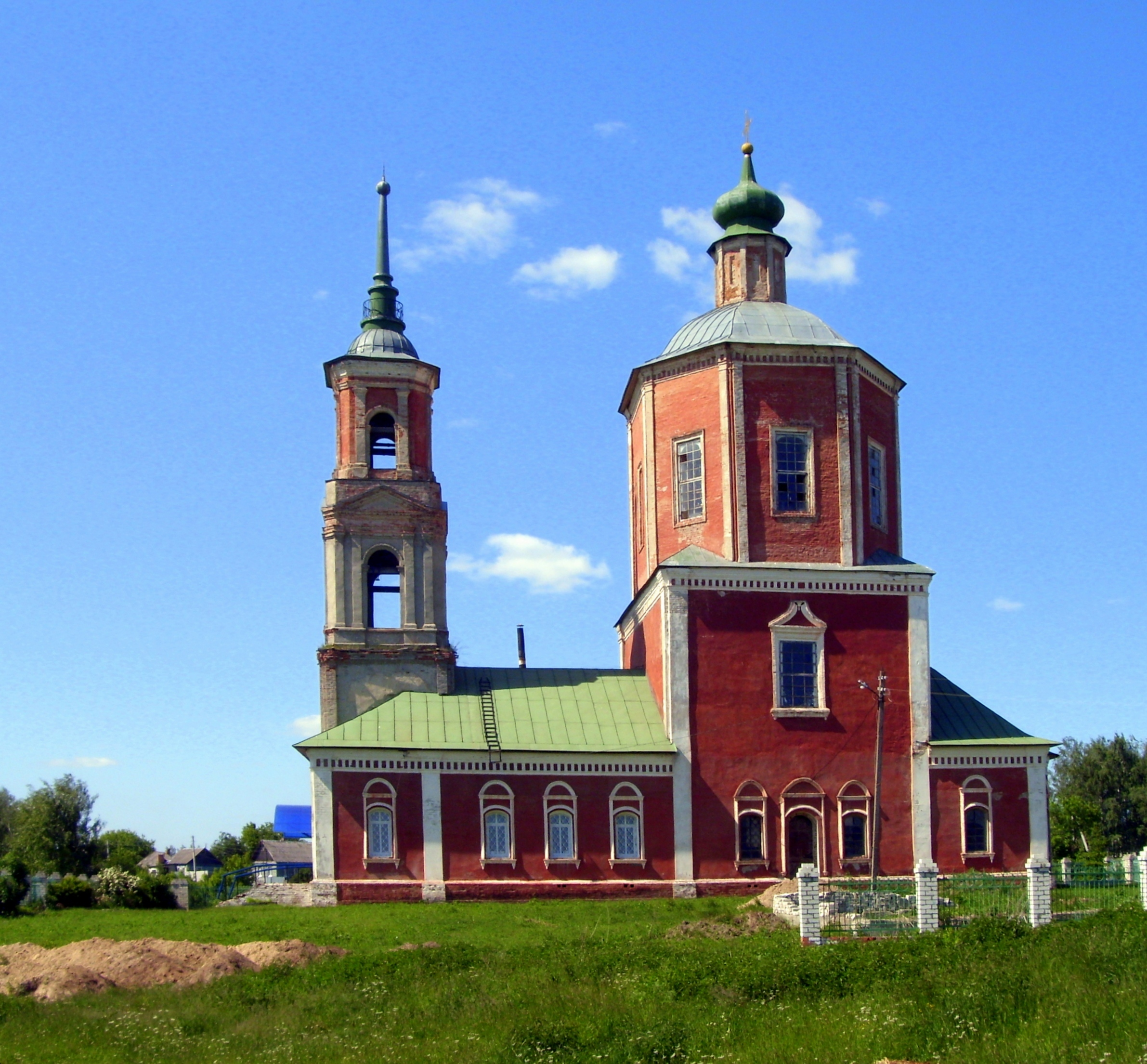
Храм Казанской иконы Божией Матери, Новосёлки

Новосёлки — село в Брянском районе Брянской области, административный центр Новосельского сельского поселения. Расположено в 42 км к западу от Брянска, в 12 км к северу от села Жирятино, недалеко от истока реки Судость. Население — 1421 человек (2010).
Имеется отделение связи, сельская библиотека.

## История
Впервые упоминается в 1610 году, как владение Небольсиных.                В XVII веке — владение Толбузиных, Потресовых и Вепрейских.        С XVIII века — также Тютчевых и Небольсиных (к середине XIX века Небольсиным принадлежали почти все крестьяне этого села). Никольская церковь в селе упоминается с 1620-х гг. (как разоренная в Смутное время); 
В 1640-х годах в селе родился известный политический и государственный деятель Фёдор Леонтьевич Шакловитый.
В 1755 возведена каменная церковь Казанской Божьей Матери (ныне действующая).
В XVII—XVIII веках село входило в состав Подгородного стана Брянского уезда; с 1861 по 1924 год — в Княвицкой волости (с 1921 — в составе Бежицкого уезда). В 1885 году была открыта церковно-приходская школа. Во второй половине XIX века в селе проводились ежегодные ярмарки, позднее переведённые в Овстуг.
В 1924—1929 гг. входило в Овстугскую волость; с 1929 года в Жирятинском районе; в 1930—1940-х гг. временно в Жуковском районе, затем вновь в Жирятинском, при временном упразднении которого (1957) вошло в Брянский район.

## Достопримечательности
- Храм Казанской иконы Божией Матери — памятник архитектуры середины XVIII века[3]:165-166. Сайт храма https://vk.com/kazanckaiy
- https://t.me/hramnov